# Maminirina Judicael Rafaliharisolo
Maminirina Judicael Rafaliharisolo, née le 28 octobre 1988, est une lutteuse malgache.

## Carrière
Maminirina Judicael Rafaliharisolo est médaillée de bronze dans la catégorie des moins de 70 kg aux Mondiaux de lutte de plage 2009 à Obzor et médaillée de bronze dans la catégorie des moins de 63 kg aux championnats d'Afrique 2010 au Caire.